# Šaban Bajramović
Šaban Bajramović (srbska cirilica Шабан Бајрамовић), srbsko-romski pevec, * 16. april 1936, Niš, † 8. junij 2008, Niš.

## Življenje
Bajramović se je rodil v romski četrti Niša v družino s sedmimi otroki. Dokončal je le štiri razrede osnovne šole, nakar je moral začeti preživljati družino. Prve glasbene izkušnje je pridobil na ulici. Pri osemnajstih letih je zaradi dekleta dezertiral iz Jugoslovanske ljudske armade sredi služenja vojaškega roka, zaradi česar so ga obsodili na zaporno kazen na Golem otoku. Ustanovil je zaporniški orkester, ki je igral jazz (pesmi Louisa Armstronga in Franka Sinatre) ter španske in mehiške pesmi. V zaporu se je tudi naučil brati; po lastnih trditvah je v življenju prebral več kot 20.000 knjig.
Veljal je za človeka, ki ni nikoli mislil na prihodnost, vdanega alkoholu in kockanju. Poročen je bil z Milico Bajramović, s katero je imel štiri hčere, vse izseljene v tujino.
Zadnje mesece pred smrtjo je živel v revščini, težko bolan in brez prihodkov. Nekaj dni pred smrtjo mu je tedanji srbski minister za delo in socialne zadeve Rasim Ljajić obljubil ureditev pokojnine in izročil sto tisoč dinarjev enkratne denarne pomoči. Umrl je za infarktom v kliničnem centru v Nišu. Njegovega pogreba se je udeležilo več državnikov in estradnikov s področja nekdanje Jugoslavije.
Avgusta 2010 so mu na nabrežju Nišave v središču Niša odkrili spomenik.

## Glasbena kariera
Bajramović se je z glasbo začel profesionalno ukvarjati leta 1964. Osnoval je skupino »Crna mamba«, s katero je sodeloval okoli dve desetletji. Pet njegovih albumov iz let 1980–1983 je izdala ZKP RTV Ljubljana. Do osemdesetih let je postal najprepoznavnejši pevec romske glasbe v Jugoslaviji in znan tudi v drugih državah po svetu. Nastopil je na povabilo Josipa Broza Tita, kot tudi indijskih voditeljev Džavaharlala Nehruja in Indire Gandhi. Prislužil si je vzdevek »kralj ciganske glasbe«.
Med razpadom Jugoslavije se ni pojavljal v javnosti. Konec 1990. let je začel sodelovati z bosansko skupino Mostar Sevdah Reunion, s katero je leta 2001 izdal album in po prekinitvi še enega leta 2006.
Rajši kot na velikih prireditvah je nastopal za honorar v gostilnah in na slavjih. Zaradi svojega nepredvidljivega obnašanja je bil nekoč prepovedan na jugoslovanski televiziji. Z glasbeno industrijo se skoraj ni ukvarjal in tudi ni avtorsko ščitil svojih del, zaradi česar so jih pogosto prirejali in izvajali drugi pevci, med njimi Goran Bregović, Boban Zdravković, Dragan Kojić Keba ...

## Diskografija
| - Šaban Bajramović (1977) - A šunen romalen – Slušajte me, ljudi (1980) - Tu romnije (1981) - Šaban Bajramović (1981) - Umirem – Kamerav (1982) - Mesium čaveja tari Jugoslavija – Ja sam momče iz Jugoslavije (1982) - Niška Banja (1983) - Sudbina si murni (1984) - Pijanica (1986) - Moro ilo (1987) - Šaban Bajramović, Beba Ibišević (1987) - Šaban Bajramović (1988) - Daje – Majko (1990) - Akava li životo (1992) - Zvezda, zvezda (1995) - Djelem, djelem – Ciganske balade (1995) - Šaban Car 1 (1995) - Kalamange avera (1995) - Šaban Car 2 (1995) - Maren ma dade (1996) - Kalo ćavo (1996) - Veruj mi (1996) - Kasandra (1997) - Gipsy Songs (1998) - Šaban Bajramović (1999) - Mostar Sevdah Reunion Presents Šaban Bajramović – A Gipsy Legend (2001) - Romano raj (2006) - Private (2008) | - Tamarske ciganske pesme (1968) - Ciganske pesme (1969) - Nataša / Merima (1969) - Ederlezi avela (1969) - Irena / Negotinka / Pismo mužu u tuđini / Što si tužna, mlada cigančice (1971) - Nedaj da patim (1971) - Kahav kapijav (1971) - Vasilica (1971) - Anife / Ljubav je sreća / Kada zvona zvone / Razvod braka (1971) - Duška (1973) - Todoro, Todoro (1974) - Herdelezi (Uranak) / Ki sofija me geljum (Gde da je nađem) (1975) - Nani, nani / Sonaj temerav (1975) - Opa, cupa / Jek dive sabalje (1977) - Mangaula daje / Abre babi baba (1978) - Nići, nići, nići / Lidi, lidi, lidi (1979) - Irena (1982) - Geljan dade (2003) - Reconnection Vol. 1 (2008) |

## Filmografija
- Nedeljsko kosilo (1982) – pevec
- Angel varuh (1987) – Šajinov oče
- Ciganska magija (1997) – Omer
- Črna mačka, beli mačkon (1998) (glasba)